# Вианен
Вианен (нидерл. Vianen) — город в Нидерландах, в провинции Утрехт, в общине Вейфхеренланден. Общая площадь 42,17 км² (вода занимает 2,71 км²), население (по данным на 2016 год) 19 513 человека. До 2002 года была частью провинции Южная Голландия. Через Вианен проходит две большие автомагистрали, ведущие в Утрехт: A2 (Амстердам — Маастрихт) на западе и A27 (Бреда — Алмере) к востоку от города. Обе дороги часто бывают перегружены возле Вианена в часы пик.

## История

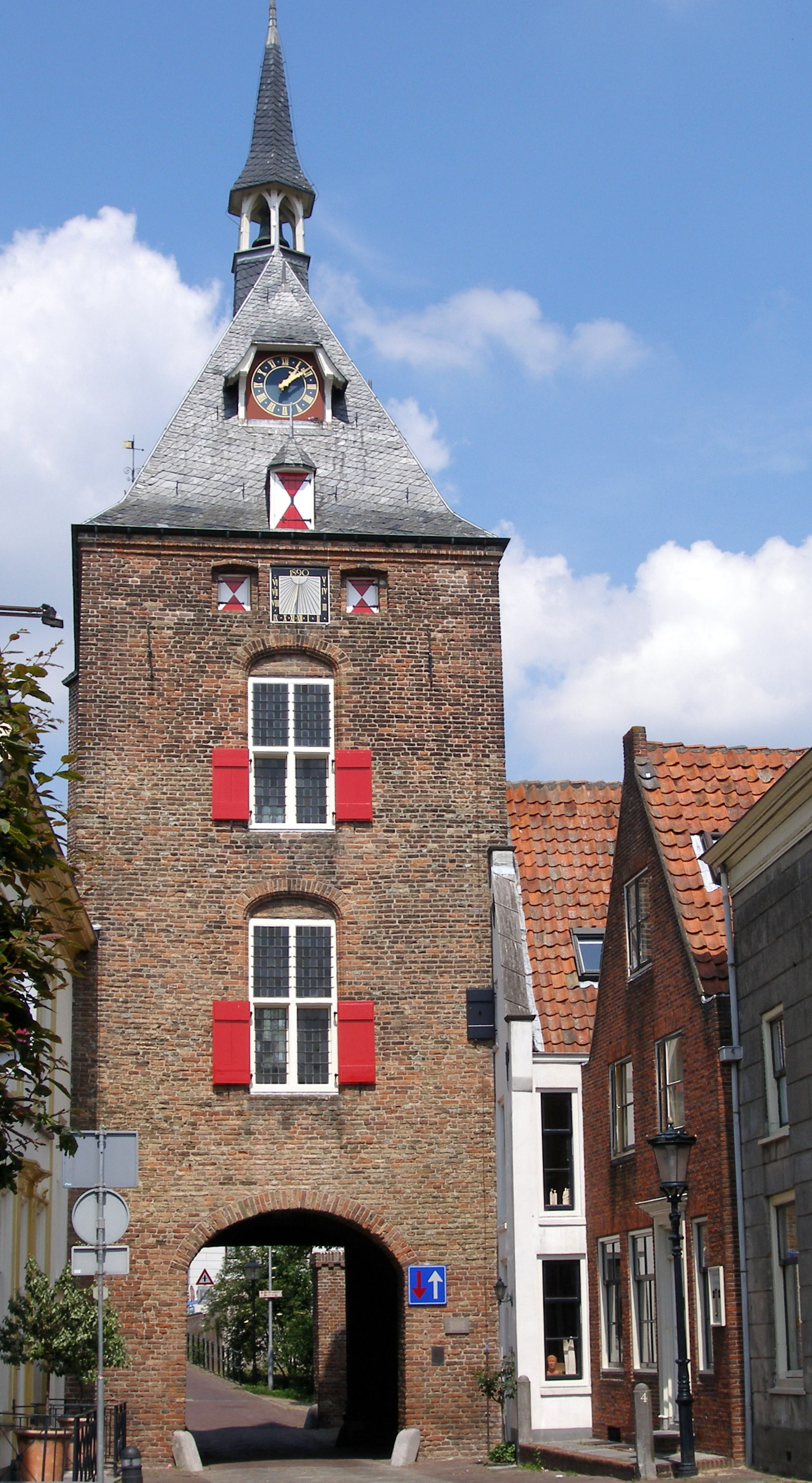
Городские ворота (XV век)

Вианен получил городские права в 1337 году. Вианен процветал под управлением графов Бредероде, которые получили его во владение через брак в начале XV века. Была самопровозглашена суверенная сеньория, существовавшая до 1795 года, включавшая в себя Вианен, Лексмонд, Хей-эн Буйкоп и Меркерк. В средние века, как «свободный город», Вианен мог быть убежищем для преступников и беглых крепостных. Из трёх замков, построенных за всю историю города, замок Батестейн считался одним из самых красивых в Нидерландах. От него остались лишь кирпичные ворота XVII века и водяной насос. Остатки старой городской стены являются видимыми достопримечательностями, опоясывающими старый центр города.
Вианен ежегодно празднует день своих городских прав на конном рынке. Помимо продажи лошадей в этот день также проводятся другие мероприятия, такие как ярмарка, рынок и традиционные голландские игры.
Община Вианен была основана в 1812 году и входила в состав провинции Южная Голландия. 1 января 2002 года община была передана в состав провинции Утрехт. 1 января 2019 года Вианен объединился с соседними общинами Южной Голландии Леердамом и Зедериком, чтобы сформировать новую общину Вейфхеренланден, которая была отнесена к провинции Утрехт.

## Известные жители
- Франс ван Бредероде (1465 - 1490), военачальник
- Йохан Вольферт ван Бредероде (1599 - 1655), политик и военачальник
- Мариан ван де Вал (1970 - ), певец
- Jeannette Lewin (1972 - ), хоккеист
- Хоакин Мартинез (1930 - 2012), актёр и телеведущий родом из Мексики, жил в Эвердингене

## Галерея

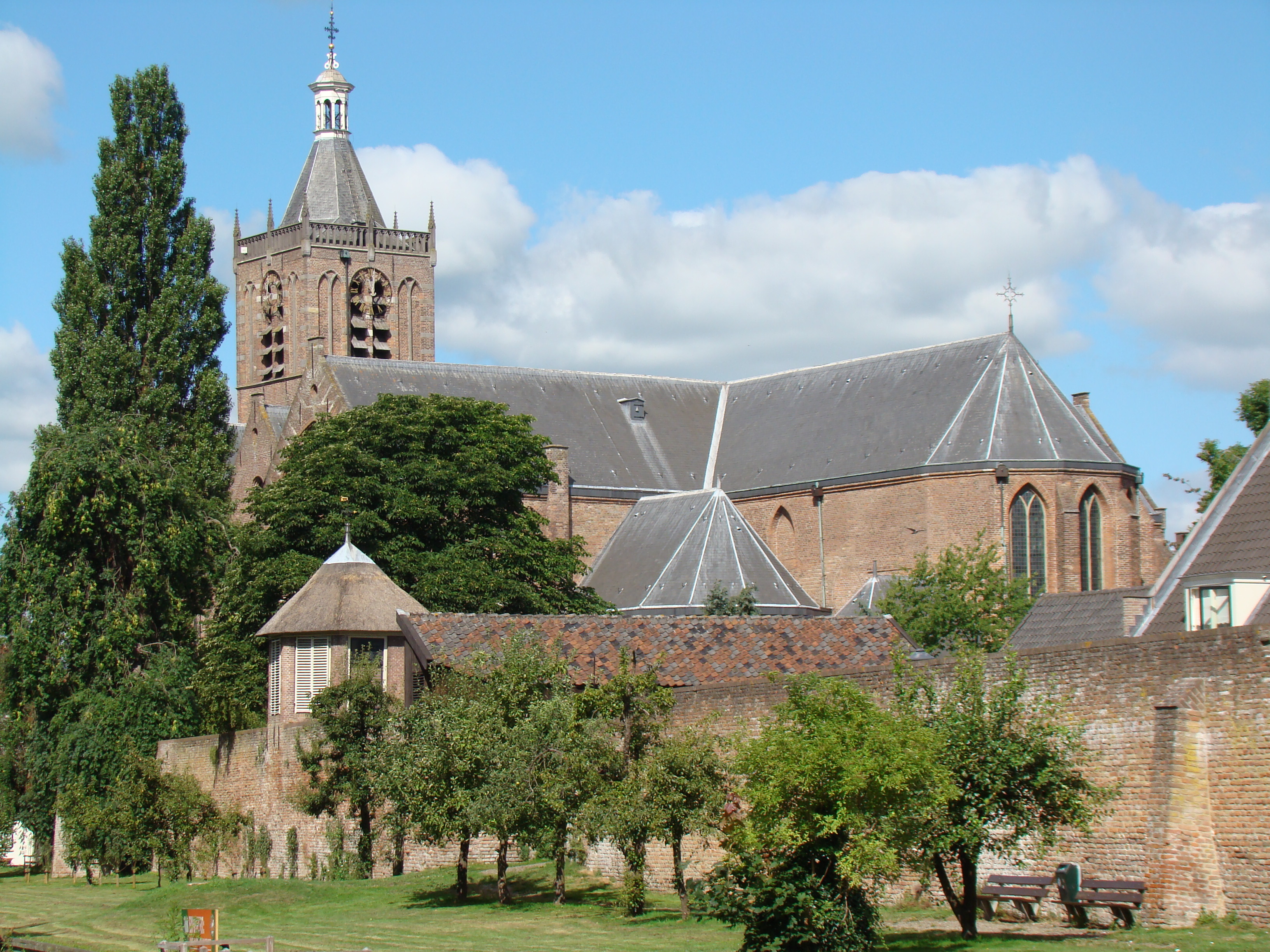
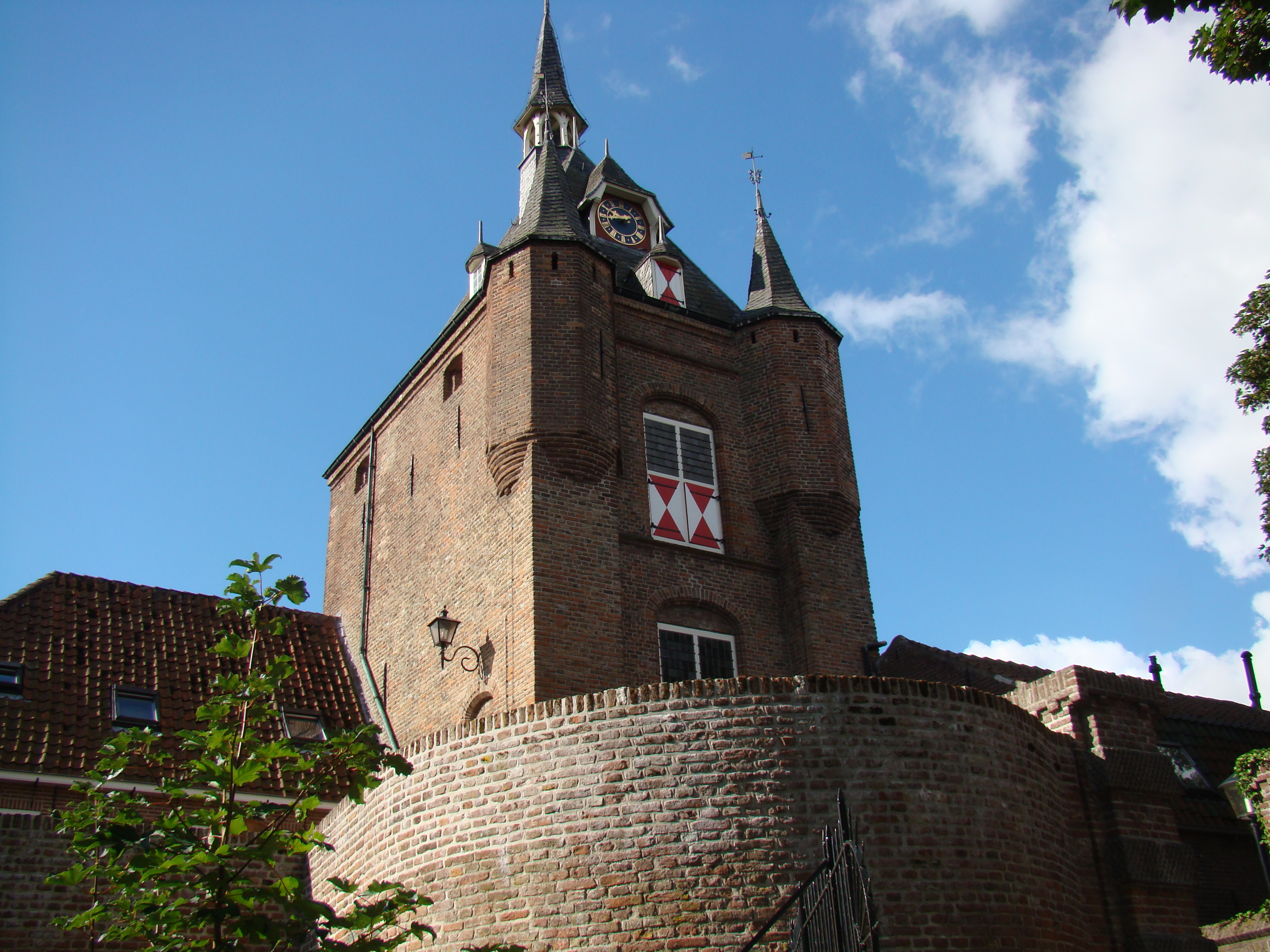
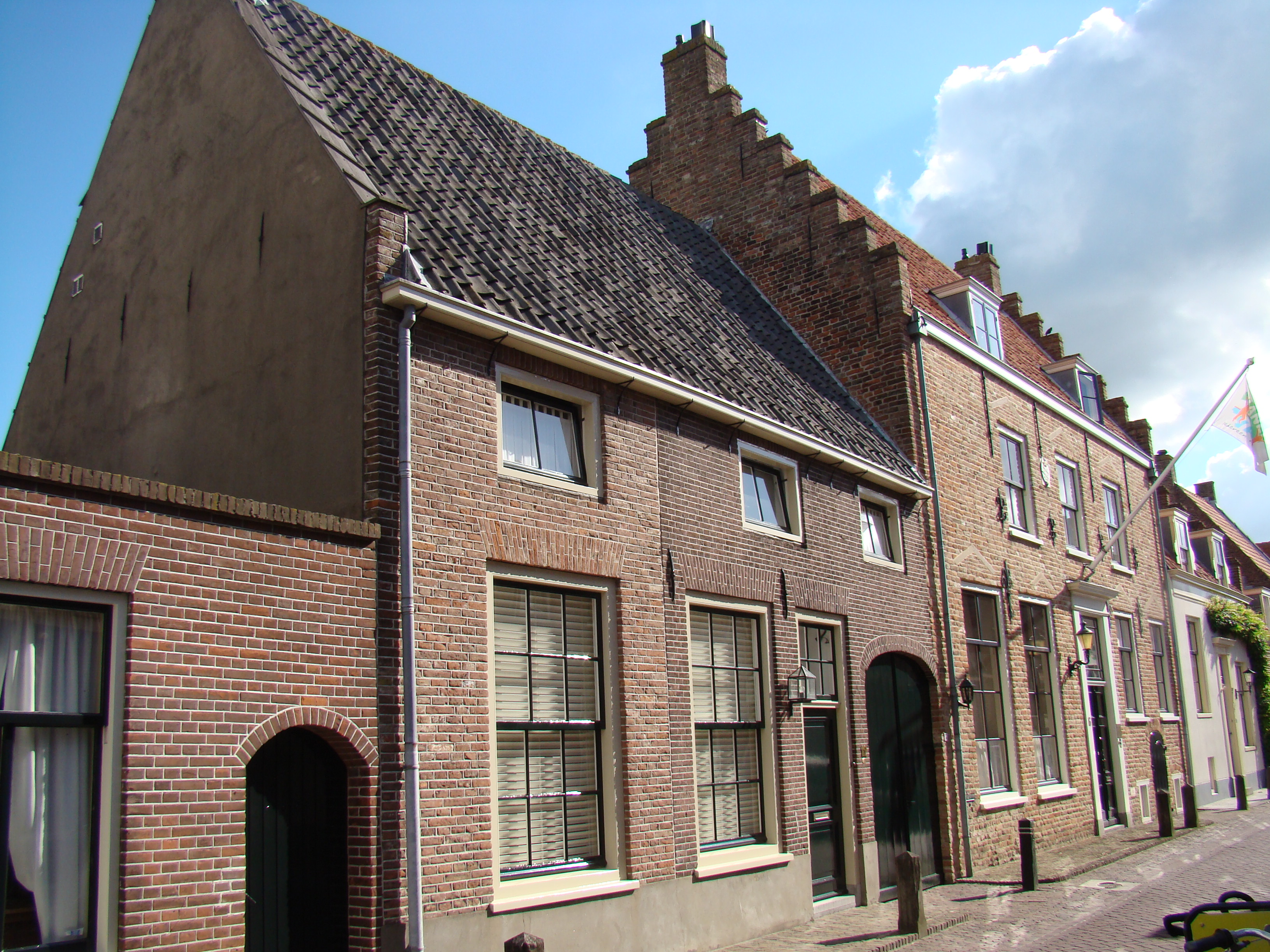
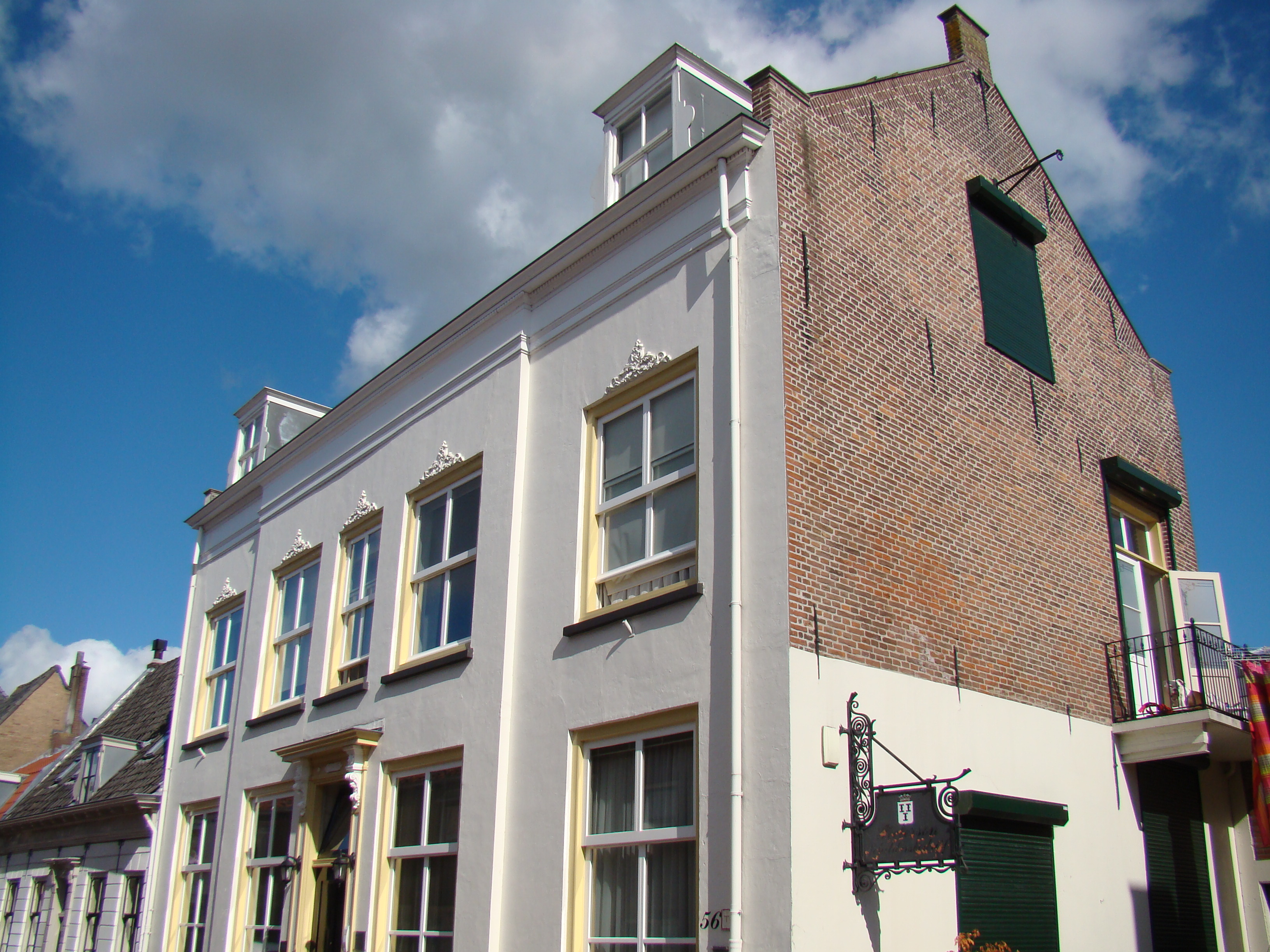
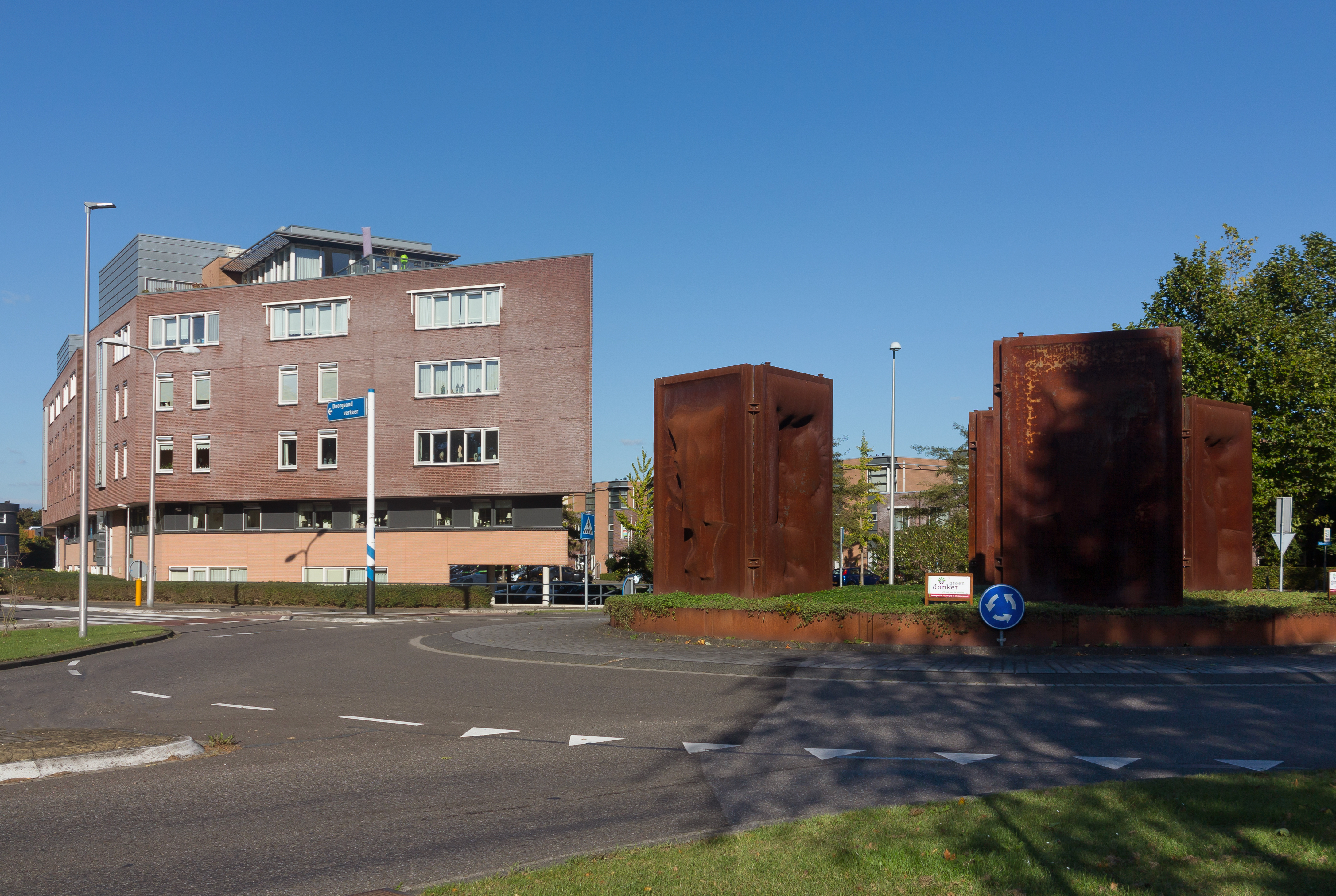